# Arganthomyza vittipennis
Arganthomyza vittipennis is een vliegensoort uit de familie van de Anthomyzidae. De wetenschappelijke naam van de soort werd voor het eerst geldig gepubliceerd in 1857 door Walker als Tachydromia vittipennis].